# Vanagaram
Vanagaram es una ciudad censal situada en el distrito de Chennai en el estado de Tamil Nadu (India). Su población es de 19208 habitantes (2011). Se encuentra a 32 km de Tiruvallur y a 14 km de Chennai.

## Demografía
Según el censo de 2011 la población de Vanagaram era de 19208 habitantes, de los cuales 9796 eran hombres y 9412 eran mujeres. Vanagaramtiene una tasa media de alfabetización del 90,20%, superior a la media estatal del 80,09%: la alfabetización masculina es del 94,57%, y la alfabetización femenina del 85,71%.